# Santi Buglioni
Santi Buglioni, nome d'arte di Santi di Michele (1494 – 1576), è stato uno scultore italiano; insieme allo zio paterno Benedetto fu antagonista dei Della Robbia.
Luca Della Robbia il Giovane si era trasferito in Francia nel 1529, per evitare il contagio della peste, insieme a Bartolomea di Leonardo Altoviti, sposata in seconde nozze, dopo la morte per peste nel 1527 della prima moglie Agnoletta Falconieri. I Buglioni divennero gli eredi dei segreti dei Della Robbia nella lavorazione delle terrecotte invetriate e il Vasari afferma che questi segreti furono "carpiti" ai Della Robbia da una donna che frequentava la loro casa.

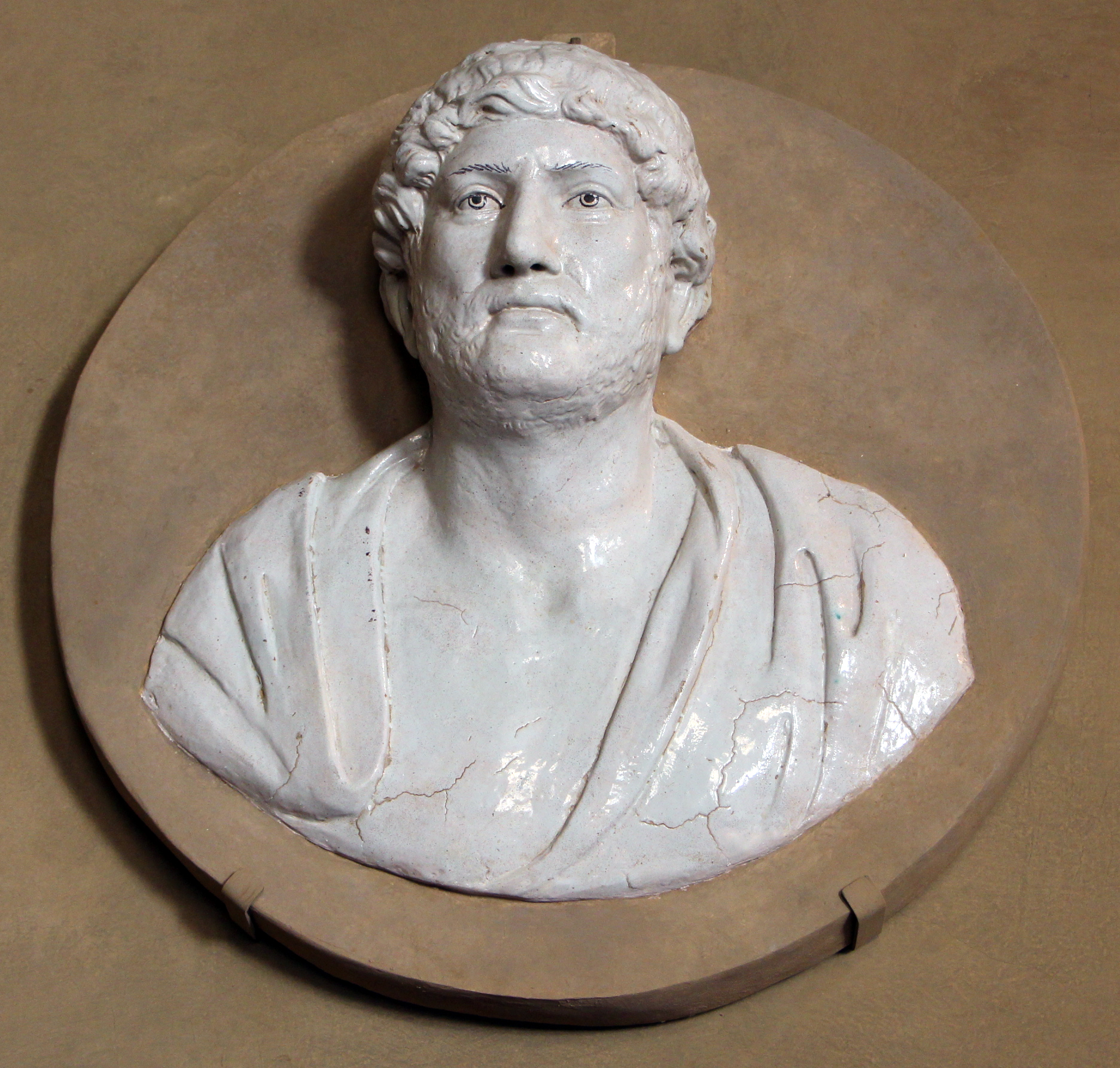
Santi Buglioni, Bust of Adrian, Florence, Museo Davanzati

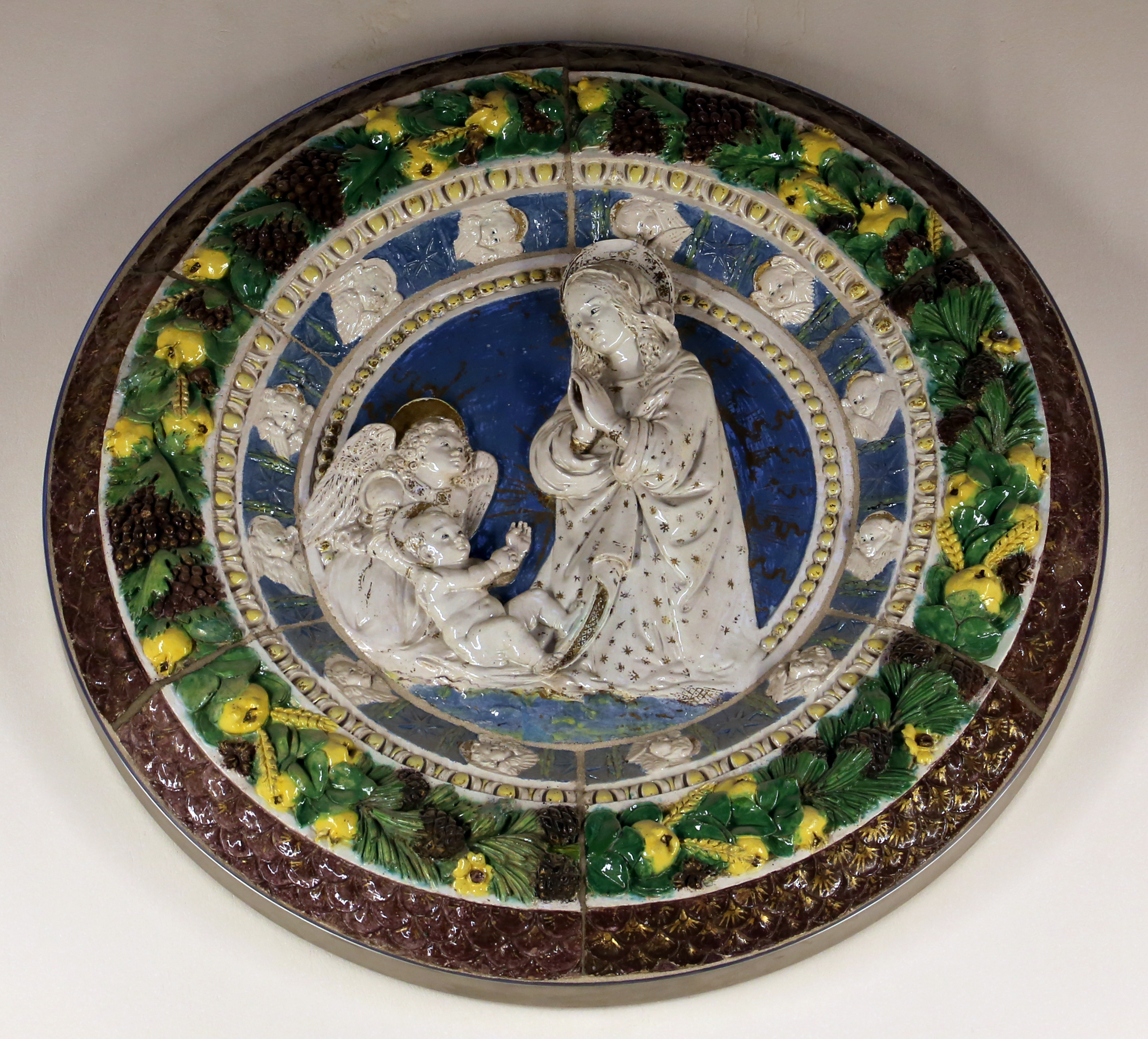
Santi Buglioni, Adoration of the Child, Berlin Bode-Museum

A Santi Buglioni è attribuita la cornice della Deposizione che si trova nell'oratorio del Museo di San Francesco a Greve in Chianti. Altre opere del Buglioni sono: il Ciborio con angeli adoranti e festoni di frutta, eseguita per la Chiesa di San Silvestro a Convertoie, ma che si trova attualmente nella Chiesa di Santa Croce a Greve in Chianti; il Tabernacolo eucaristico tra i santi Pietro e Paolo per la Chiesa di San Pietro a Cintoia, attualmente nella chiesa de La Panca.
Nella sacrestia del Convento di S.Niccolò a Prato (attuale Conservatorio S.Niccolò) un grande lavabo in maiolica datato 1520 fa bella mostra di se, la struttura donata al Convento di S.Anna in Giolica dalla famiglia Salviati, fu realizzato per la sacrestia; dopo la vendita del convento al triunviro Giuseppe Mazzoni, ( la cui immagine è sul monumento in piazza del Duomo a Prato) per realizzarvi un opificio, le suore di S.Niccolà che ne erano le proprietarie, si riservarono la proprietà di alcuni arredi tra cui il lavabo che fu smontato e rimontato nella sacrestia di S.Niccolò.
Il Buglioni si dedicò a decorazioni architettoniche, realizzò il pavimento istoriato della Biblioteca Laurenziana su disegno del Tribolo, con spunti michelangioleschi; fece i pavimenti di Palazzo Vecchio a Firenze, il pavimento della grotticina di Madama in Boboli, commissionatogli dalla duchessa Leonora; nel 1520-1530 (circa) eseguì il Noli me tangere per il Bargello di Firenze; nel 1526-1528 (circa) eseguì la decorazione lungo la facciata dello Spedale del Ceppo a Pistoia; nel 1531 la Madonna col Bambino tra San Rocco e San Sebastiano per il Santuario di Santa Maria delle Grazie a Stia; nel 1539 fece il monumento a Giovanni dalle Bande Nere insieme al Tribolo; poi realizzò la Madonna col Bambino e i Santi Jacopo Maggiore e Giovanni Gualberto, una terracotta invetriata per l'Abbazia di Vallombrosa. Nel 1564, alla morte di Michelangelo Buonarroti, ne riprodusse la testa al naturale. Nella Pieve di San Leolino (Rignano sull'Arno) si trova un fonte battesimale esagonale di terracotta invetriata, attribuito a Santi Buglioni.
Santi Buglioni morì il 27 novembre 1576, divenuto cieco e fu sepolto nella Chiesa di Santa Maria Maggiore, il cui Libro dei Morti lo menziona come Santi di Michele Viviani, cognome col quale sarà conosciuto il figlio e i discendenti, tra i quali Vincenzo Viviani, discepolo e biografo di Galileo Galilei.
Alcune sue importanti opere si trovano al Museo del Bargello, nella stessa sala dedicata anche a Giovanni della Robbia, che ebbe uno stile molto simile, ma è presente anche in importanti musei internazionali come il Louvre.